# Jerry Yang (Pokerspieler)
Xao „Jerry“ Yang (* 1968 in Laos) ist ein US-amerikanischer Pokerspieler. Er gewann 2007 die Poker-Weltmeisterschaft.

## Persönliches
Yang studierte Psychologie und arbeitet als Psychologe und Sozialarbeiter in Südkalifornien. Er ist verheiratet und hat sechs Kinder.

## Pokerkarriere
Yang begann 2005 Poker zu spielen. Im Jahr 2007 spielte er zum ersten Mal bei der World Series of Poker im Rio All-Suite Hotel and Casino am Las Vegas Strip. Beim Main Event setzte er sich gegen ein Feld von 6358 Pokerspielern durch und holte den Weltmeistertitel. Bis zuletzt waren einige Topstars wie Scotty Nguyen, Huck Seed und Lee Watkinson vertreten. Am Finaltisch eroberte Yang sehr schnell die Führung, die er bis ins Heads-Up gegen Tuan Lam nicht mehr abgab. In der 205. gespielten Hand am Finaltisch gewann Yang mit 8♣ 8♦ gegen Lams A♦ Q♦, als er auf dem River seine Hand zu einer Straße vervollständigen konnte. Yang erhielt den Siegerscheck in Höhe von 8,25 Millionen US-Dollar sowie ein Bracelet.
Insgesamt hat sich Yang mit Poker bei Live-Turnieren mehr als 8,5 Millionen US-Dollar erspielt. Neben seinem Beruf als Psychologe engagiert er sich bei einigen karitativen Einrichtungen. Er spendet 10 % seiner Pokereinnahmen an Stiftungen wie die McDonald’s Kinderhilfe oder die Make-A-Wish-Foundation. Im April 2013 versteigerte das amerikanische Finanzamt u. a. diversen Schmuck und das Bracelet von Yang, nachdem er fällige Steuern nicht gezahlt hatte.